# Robert Sladeczek
Robert Sladeczek (* 20. September 1996 in München) ist ein deutscher Kurzfilm-Produzent, Komiker und Hörspielsprecher.

## Leben
Robert Sladeczek besuchte das Maria-Theresia-Gymnasium München.
Seit 2015 kollaboriert er regelmäßig mit Produzent Albert Bozesan im Kreativkollektiv Kalonoma. Ihre gemeinsamen Kurzfilm-Projekte wurden mehrmals für nationale und internationale Preise nominiert und ausgezeichnet. Im Jahr 2016 erhielten sie für ihre Satire auf die Selbstdarstellung von Internet-Startups, Apayou – Experience the Future den Deutschen Multimediapreis mb21.
Zusammen mit Tommy Krappweis und Albert Bozesan schrieb Sladeczek 2020 die Audio-Sitcom JOUR FIXE – Die Startupper, einer Hörspielserie für die Podcast-App FYEO. Neben Marti Fischer, Anna Jung, Albert Bozesan und Arlett Drexler sprach er die Rolle des „Stefan“.

## Auszeichnungen (Auswahl)
- 2018: flimmern & rauschen – Preisträger Kategorie 17-21 für Jack & Cooper – Identity Theft[4]
- 2018: Berlin Independent Film Festival – Official Selection für Jack & Cooper – Identity Theft[5]
- 2016: Deutscher Multimediapreis mb21 – 1. Platz Kategorie 16-20 für Apayou – Experience the Future[2]
- 2017: Top 99 des 99Fire-Films-Award für Der Verbotene Ball[6]